# Strade Bianche femminile 2023
Strade Bianche femminile 2023 war die 9. Austragung dieses Straßenrennens für Frauen. Das Rennen fand am 4. März 2023 vor dem Männer-Rennen statt und war Teil der UCI Women’s WorldTour 2023.

## Teilnehmende Mannschaften
| UCI Women's WorldTeams (13)- Canyon-SRAM Racing - Team DSM - EF Education-TIBCO-SVB - FDJ-Suez - Fenix-Deceuninck - Israel-Premier Tech Roland - Team Jumbo-Visma - Liv Racing TeqFind - Movistar Team - Team Jayco AlUla - SD Worx - Trek-Segafredo - UAE Team ADQ UCI Women's Continental Teams (11)- AG Insurance-Soudal Quick-Step Team - Aromitalia-Basso Bikes-Vaiano - BePink/Saison - Born to win-Zhiraf-G20 - Ceratizit-WNT Pro Cycling - Cofidis - GB Junior Team Piemonte Pedale Castanese A.S.D. - Isolmant-Premac-Vittoria - Laboral Kutxa-Fundacion Euskadi - Team Mendelspeck - Top Girls Fassa Bortolo |
| |

## Streckenführung
Start und Ziel des Rennens war Siena. Die Strecke führte über 136 km durch die hüglige Toskana, davon 30 km auf Schotterstraßen. Die letzten drei dieser Sektoren, Monteaperti, Colle Pinzuto und Le Tolfe, läuteten das Finale ein. Auf dem letzten Kilometer erreichten die Fahrerinnen die Altstadt von Siena durch die Porta Fontebranda und erklommen die 16 %-steile Via Santa Caterina auf dem Weg zum Piazza del Campo, wo sich die Ziellinie befand.
| # | Sektoren              | km    | Länge (in km) |
| - | --------------------- | ----- | ------------- |
| 1 | Vidritta              | 17,6  | 2,1           |
| 2 | Bagnaia               | 25,0  | 5,8           |
| 3 | Radi                  | 36,9  | 4,4           |
| 4 | La Piana              | 47,6  | 5,5           |
| 5 | San Martino in Grania | 67,5  | 9,5           |
| 6 | Monteaperti           | 111,3 | 0,8           |
| 7 | Colle Pinzuto         | 116,6 | 2,4           |
| 8 | Le Tolfe              | 123,6 | 1,1           |

## Rennverlauf und Ergebnis
Es dauerte sehr lange, bis sich eine Ausreißergruppe bildete, die auch nur von kurzer Dauer war. Etwa 50 Kilometer vor dem Ziel versuchte Karlijn Swinkels, sich abzusetzen. Sie wurde von Kristen Faulkner eingeholt und bald darauf abgehängt. Das Peloton ließ ihr einen ungewöhnlich großen Vorsprung von fast zwei Minuten, der eingangs des Colle Pinzuto noch Bestand hatte. Auf diesem vorletzten Sektor trat Demi Vollering an und machte sich allein auf die Verfolgung von Faulkner, hinter ihr folgte eine Sechser-Gruppe bestehend aus Lotte Kopecky, Annemiek van Vleuten, Liane Lippert, Cecilie Uttrup Ludwig, Puck Pieterse und Katarzyna Niewiadoma.
Vollering hatte den Abstand zu Faulkner auf eine Minute verkürzt, als ein entlaufenes Pferd auf die Fahrbahn galoppierte und eine Zeitlang vor ihr her lief. Die Niederländerin verlor dadurch etwa 20 Sekunden, so dass Kopecky mit einem Antritt auf Le Tolfe zu ihr aufschließen konnte. Zusammen konnten die Mannschaftskolleginnen den Rückstand stetig verkürzen, überholten Faulkner aber erst am Fuße der Via Santa Caterina. Die Zusammenarbeit der beiden SD-Worx-Fahrerinnen wandelte sich nun zum Zweikampf, bei dem Kopecky vor der letzten Kurve die Führung übernahm, aber im Zielsprint noch um eine halbe Radlänge geschlagen wurde.
Kristen Faulkner, die den dritten Platz belegt hatte, wurde nachträglich disqualifiziert, weil sie während des Rennens ein Blutzuckermessgerät getragen hatte. Während die Erfassung solcher biologischer Daten im Training üblich ist, ist sie im Rahmen eines Rennens untersagt.
| \| Gesamtwertung \| Gesamtwertung \| Gesamtwertung \| Gesamtwertung \| Gesamtwertung \| \| Fahrerin \| Fahrerin \| Land \| Team \| Zeit \| \| ------------- \| --------------------- \| ---------------------- \| ------------------ \| --------------- \| \| 1. \| Demi Vollering \| Niederlande \| SD Worx \| 3 h 50 min 35 s \| \| 2. \| Lotte Kopecky \| Belgien \| SD Worx \| + 0 s \| \| 3. \| Kristen Faulkner \| Vereinigte Staaten \| Team Jayco AlUla \| DSQ \| \| 3. \| Cecilie Uttrup Ludwig \| Dänemark \| FDJ-Suez \| + 2 min 01 s \| \| 4. \| Annemiek van Vleuten \| Niederlande \| Movistar Team \| + 2 min 01 s \| \| 5. \| Puck Pieterse \| Niederlande \| Fenix-Deceuninck \| + 2 min 15 s \| \| 6. \| Katarzyna Niewiadoma \| Polen \| Canyon-SRAM Racing \| + 2 min 16 s \| \| 7. \| Liane Lippert \| Deutschland \| Movistar Team \| + 2 min 27 s \| \| 8. \| Riejanne Markus \| Niederlande \| Team Jumbo-Visma \| + 2 min 36 s \| \| 9. \| Pfeiffer Georgi \| Vereinigtes Königreich \| Team DSM \| + 2 min 39 s \| \| 10. \| Floortje Mackaij \| Niederlande \| Movistar Team \| + 2 min 41 s \| |                       |                        |                    |                 |
| |                       |                        |                    |                 |
| Quelle: ProCyclingStats |                       |                        |                    |                 |
| Gesamtwertung |                       |                        |                    |                 |
| Fahrerin | Fahrerin              | Land                   | Team               | Zeit            |
| 1. | Demi Vollering        | Niederlande            | SD Worx            | 3 h 50 min 35 s |
| 2. | Lotte Kopecky         | Belgien                | SD Worx            | + 0 s           |
| 3. | Kristen Faulkner      | Vereinigte Staaten     | Team Jayco AlUla   | DSQ             |
| 3. | Cecilie Uttrup Ludwig | Dänemark               | FDJ-Suez           | + 2 min 01 s    |
| 4. | Annemiek van Vleuten  | Niederlande            | Movistar Team      | + 2 min 01 s    |
| 5. | Puck Pieterse         | Niederlande            | Fenix-Deceuninck   | + 2 min 15 s    |
| 6. | Katarzyna Niewiadoma  | Polen                  | Canyon-SRAM Racing | + 2 min 16 s    |
| 7. | Liane Lippert         | Deutschland            | Movistar Team      | + 2 min 27 s    |
| 8. | Riejanne Markus       | Niederlande            | Team Jumbo-Visma   | + 2 min 36 s    |
| 9. | Pfeiffer Georgi       | Vereinigtes Königreich | Team DSM           | + 2 min 39 s    |
| 10. | Floortje Mackaij      | Niederlande            | Movistar Team      | + 2 min 41 s    |